# 武藤直哉
武藤 直哉（むとう なおや）は、日本のフィギュア原型師、ベーシストである。東京都出身。

## 来歴
原型師として活動する傍ら、2人組バンドClownfish（クラウンフィッシュ）のメンバーとして2007年1月にアルバム「Cars & Girls」でよしもとアール・アンド・シー よりデビューという異色の経歴を持つ。

## 代表作
- コトブキヤ ARTFX＋ DC new52シリーズ
- コトブキヤ ARTFX＋ スーパーパワーズ クラシック シリーズ

## エピソード
ベーシストとして川本真琴のスタジオアルバムへの参加、二千花のライブサポート等幅広く活動。